# Адам Бахдай
Адам Бахдай (на полски: Adam Bahdaj; * 2 януари 1918 г. в Закопане, † 7 май 1985 г. във Варшава) е полски писател, автор на детски книги, поет и преводач от унгарски на полски. Няколко от детските му книги са адаптирани за телевизия или радио.
Бахдай посещава училище в Закопане и завършва гимназия през 1937 г. След това учи право в продължение на една година в Ягелонския университет в Краков и след това в Szkoła Główna Handlowa във Варшава. След избухването на Втората световна война достига Унгария през Закопане, където се установява в Будапеща. Дебютира като поет в будапещенското списание Wieści Polskie през 1941 г. и като прозаик през 1943 г. През годините на войната публикува стихове, разкази и статии и се ангажира с културния живот на полските бежанци. Бил е съосновател и служител на издателство Biblioteka Polska. След като Гестапо го арестува през 1944 г., той първоначално е затворен в Будапеща за три месеца и е трябвало да бъде депортиран в Германия. Въпреки това той успява да избяга от Бахдадж и се укрива в Унгария.
След Втората световна война се завръща в Полша през 1945 г. и първо живее в Краков. Там работи като журналист във вестник Dziennik Polski. След като се премества във Варшава през 1946 г., работи в Социалистическата агенция за печата (Socjalistyczna Agencja Prasowa), а по-късно в Агенцията на работниците (Agencja Robotnicza). През 1946 г. е приет в Асоциацията на полските литератори.
От 1950 г. се посвещава изцяло на писане и сътрудничи на Gazeta Bydgoska от 1957 до 1965 г.

## Адам Бахдай на български
- Бахдай, Адам. В първото полувреме 0:1.   София, Народна младеж, 1965. с. 218.
- Бахдай, Адам. Пилотът и аз.   София, Отечество, 1986. с. 24.

## Дискография
| Автор                          | Заглавие                                             | Лейбъл   | Забележки                      |
| ------------------------------ | ---------------------------------------------------- | -------- | ------------------------------ |
| Adam Bahdaj, Jan Grabowski     | Pilot I Ja - Puc, Bursztyn I Goście - Reksio I Pucek | PZN ZWiN | Аудио касета (без дата)        |
| A. Bahdaj / Henryk Boukołowski | Najpiękniejsza Fotografia                            | Tonpress | Пощенска аудио картичка (1976) |